# Culicoides hollensis
Culicoides hollensis is een muggensoort uit de familie van de knutten (Ceratopogonidae). De wetenschappelijke naam van de soort is voor het eerst geldig gepubliceerd in 1903 door Melander and Brues.